# Фадма Аби
Фадма Аби (енгл. Fadma Abi; Кенифра, — Казабланка, 2. октобар 2020) је била марокански хирург и професор. Сматра се првом женом из Марока која се бавила хирургијом, којом су традиционално доминирали мушкарци.

## Образовање
Пореклом је из Кенифра у централном Мароку. Неко време је живела у Миделту пре него што се преселила у Мекнес како би наставила основно образовање у Лала Амини. Такође, преселила се у Француску да би завршила високо образовање убрзо након завршетка школовања у Мароку. 
Јула 1981. дипломирала је општу анатомију и органогенезу на Универзитету у Монпељеу. Завршила је специјализацију опште хирургије.
Јуна 1989. је стекла сертификат о студијама ултразвука на Сорбони. 

## Каријера
Године 1982. постигла је ретко достигнуће поставши прва жена хирург у Мароку када ју је Хасан II од Марока на свечаној церемонији одликовао за ово постигнуће. Исте године је успешно завршила своју прву операцију на отвореном срцу након што је постала професионални хирург. 
Своју наставничку каријеру започела је као универзитетски професор на Факултету медицине и фармације у Рабату 1992. године. Убрзо је почела да држи предавања на неколико универзитета и на конференцијама за новинаре широм света и Удружење за ендоскопску хирургију Блиског истока 2019. 
Године 2018. је била председница 22. Магребског конгреса Мароканског удружења хирурга. Била је и председница Удружења за ендоскопску хирургију Медитерана и Блиског истока 2019. Била је позната по оснаживању и обучавању младих, посебно жена у Мароку, да постану стручни хирурзи.
У каснијим годинама се борила са карциноном. Преминула је 2. октобра 2020. од компликација изазваних ковид 19.